# Псалом 71
Се́мьдесят пе́рвый псало́м — 71-й псалом из книги Псалтирь (72-й в масоретской нумерации). Известен по латинскому инципиту Deus iudicium tuum regi da, «Боже судъ Твой цареви даждь». Относится к «царским», а в христианском богословии ещё и к «мессианским» псалмам. Согласно традиционному внутреннему делению, 71-м псалмом заканчивается вторая часть Псалтири (псалмы 41—71); как и в остальных частях Псалтири, финальный псалом завершается славословием.
71-й псалом повествует о правлении Соломона, при котором израильское царство достигло вершины расцвета. В то же время в тексте читается явный намёк и на Царство Иисуса Христа, которое больше и славнее царства Соломонова. По сути псалмопевец описывает справедливое и благословенное теократическое правление Божьего избранника.

## Контекст
Надписание псалма содержит имя царя Соломона, хотя его авторство небесспорно. Всего в Псалтири два псалма, приписываемых Соломону. Не исключено, что 71-й псалом мог использоваться во время коронаций, годовщин восшествия на престол, или в обоих случаях.
В начале своего царствования, в молитве при Гаваоне (3Цар. 5:10) обратился к Господу с просьбой даровать ему необходимое для управления народом «сердце разумное», чтобы «судить народ» и различать «что добро и что зло». Правление Соломона действительно было мирным, народ при нём процветал, а справедливые и мудрые суды принесли ему славу. Но во второй половине жизни Соломон мало делал, чтобы угождать Богу.
Идеальное царство недостижимо человеку. Создать его может только Бог, поэтому в псалме отчетливо читаются мессианские нотки: вечный царь (стих 5), который будет править на всей земле (стихи 8—11) и царство его будет воистину благословенно (стихи 12 и 16).

## Содержание

### Стихи 1—4
Псалом начинается с молитвы о даровании царю (видимо, самому Соломону) способности судить праведно и справедливо, не притесняя даже самых беззащитных. Образы «гор» и «холмов» (сравните с Мих. 6:1, 2) могут подразумевать повсеместность праведной жизни под управлением избранного Богом царя. По другой версии, «горы» и «холмы» могут обозначать знатных людей в Израиле, которых царь призывает тоже не угнетать нищих и слабых (которых Бог особо опекает), а нести мир и добро.

### Стихи 5—7
Слова «будут бояться Тебя» явно относятся к Богу, благоговейный страх перед Которым будет передаваться «доколе пребудут солнце и луна», то есть до конца времён. В то же время сопоставление 5-го и 17-го стихов псалма может навести на мысль о желании псалмопевца, чтобы в поколениях не угасла репутация благочестивого земного царя, правление которого в 6-м стихе сравнивается с благотворным действием дождя.
В 7-м стихе утверждается, что при идеальном монархе будет процветать праведник. При этом в других псалмах (включая соседние 70-й и 72-й), напротив, часто говорится о благоденствии нечестивцев и страданиях праведников.

### Стихи 8—11
Псалмопевец предрекает, что пределы царства распространятся по всей земле — от моря (вероятно, Средиземного) и до моря (видимо, Индийского океана) и от реки (скорей всего, Евфрата — северной границы известных древним евреям территорий) до концов земли (подразумеваются южные границы мира).
Под «жителями пустынь» подразумевались дикие племена, не знавшие государственности. «Лизание праха», вероятно, означало восточный самоуничижительный обычай целовать землю, по которой прошёл повелитель. «Фарсис» — местность в юго-западной части Испании. Под «островами» в данным контексте обозначались, вероятно, острова Средиземного моря, населенные финикийцами. Под «Аравией» (в еврейском тексте «Шева»), скорее всего, подразумевается наиболее отдалённый юго-запад Аравийского полуострова, соответствующий современному Йемену. Наконец, «Сава», вероятно, соответствует землям в верхнем Египте, населенным потомками Сева (Быт. 10:7).
Ни один земной царь не обладал всей известной землей. Таким образом здесь читается явный намёк на Царя Небесного.

### Стихи 12—15
Жестокость и убийства будут чужды этому царю, напротив, он будет защищать убогих от коварства и насилия. Его царство распространится по всей земле не путём завоеваний. Благодаря милосердию царя, народы добровольно подчиняться ему, будут платить ему золотом Аравии и молиться о нём непрестанно и благословлять его.

### Стихи 16—17
В правление праведного царя будет обилие хлеба на земле благодаря тому, что его подданые будут трудиться, а не воевать. Даже вершины гор будут засеяны. Плоды будут радовать глаз, как кедровые леса Ливана. Благодаря миру в городах вырастет численность населения «как трава на земле». В нём «благословятся» (то есть испытают благотворное влияние его принципов управления) все народы. И будут они «ублажать» (называть блаженным, благословлять) царя.
Молитва явно набирает силу, от реального царя к идеальному Царю грядущих времён.

### Стихи 18—20
Стихи 18 и 19 содержат заключительное славословие Второй книги Псалмов, схожее с заключениями четырёх других книги псалмов. Напомним, что Вторая книга содержит псалмы 40—71. По всей видимости, 18—19 стихи имеют другого автора, нежели остальная часть 71-го псалма.
Заключительное замечание 20-го стиха («кончились псалмы Давида») следует понимать, что Давид является автором большинства, но не всех псалмов Второй книги.

## Богослужебное использование
Православие
Полностью этот псалом входит в состав утрени седмицы Великого поста, Антипасхи, Богоявления, Благовещения Пресвятой Богородицы, в навечерии Рождества Христова.
Католицизм
Согласно Уставу святого Бенедикта, 71-й псалом положено петь на утрени четверга.
Иудаизм
В иудаизме на основании 5-го стиха 71-го псалма (ייראוך עם שמש‬ — «да убоятся Тебя с [восходом] солнца») собирается группа ватикин для утреннего богослужения при появлении первого луча солнца (Вавилонский Талмуд, Брахот 9 б; Мишне Тора, Ахава, Шма 1:11) (ср. хвалитны на утрени в христианском богослужении).

## Комментарии
1. ↑  В Септуагинте и в Синодальном переводе указание имени в надписании поставлено в форму «О Соломоне». В сочетании с заключительным стихом «кончились молитвы Давида, сына Иесеева» (Пс. 71:20) эти переводы представляют автором Давида, молящегося о сыне-царе Соломоне, однако, скорее всего это не так[4]. Существует предположение, что 20-й стих, завершающий вторую книгу Псалтири, оказался в конце этого псалма случайно, в связи с более поздним преобразованием второй книги. В любом случае Соломон имел все основания молиться за себя, как за сына царя[5].
2. ↑  Второй «Соломонов» псалом — 126-й[2].
3. ↑  В 3-м стихе слово «шалом» (др.-евр. שָׁלוֹם‬), переведённое как «мир», в древнееврейском языке имеет более широкое значение. Оно может быть переведено и как «мир», и как «изобилие», и как «полнота»[5].
4. ↑  Названа по имени населявшего её народа — потомков Фарсиса, сына Иавана (Быт. 10:4).